# Material mesoporoso
Um material mesoporoso é um material poroso cujos poros têm diâmetro de 2 a 50 nm. Estes poros, por se aproximarem de uma escala molecular, de nm, são chamados mesoporos.
Materiais tipicamente mesoporosos incluem alguns tipos de dióxido de silício e óxido de alumínio, que possuem mesoporos de tamanhos semelhantes. Também existem oxidos mesoporosos de nióbio, tantálio, titânio, zircônio e estanho. Materiais que contenham mesoporos parcialmente, de forma irregular, como o gel de sílica, não são considerados materiais mesoporosos
O primeiro material mesoporoso foi sintetizado em 1992 por um grupo da Mobil Oil Company. Desde então, pesquisas nesse ramo têm crescido.